# Wilfried Hasselmann
Pour les articles homonymes, voir Hasselmann.
Wilfried Hasselmann (né le 23 juillet 1924 à Celle, mort le 9 janvier 2003 à Langlingen) est un homme politique (CDU) allemand.

## Biographie
Il est le fils d'Otto Hasselmann, lui aussi agriculteur devenu homme politique. Après ses études secondaires, il va à l'école d'agriculture de Celle. Puis il est officier d'artillerie durant la Seconde Guerre mondiale ; en septembre 1942, il devient membre du NSDAP. 
Après la guerre, il travaille dans des sociétés étrangères puis reprend la ferme familiale en 1955. Par ailleurs, il fait une carrière d'officier de réserve dans l'armée, le plus récemment en tant que colonel de réserve (1981). Il est de 1962 à 1969 président de l'association fédérale allemande de la jeunesse rurale (Bund der Deutschen Landjugend) et parfois un membre du synode de l'Église évangélique luthérienne de Hanovre. Il est aussi président de la coopérative agricole de Basse-Saxe, membre du conseil de la banque coopérative de Müden.
En 1961, Hasselmann rejoint la CDU et devient président de la CDU de Basse-Saxe en 1968 puis membre du Conseil fédéral de la CDU en 1969. Il est membre du parlement de Basse-Saxe de 1963 à 1994. Après la formation d'une coalition SPD-CDU, il devient le 19 mai 1963 ministre de Basse-Saxe de l'Alimentation, Agriculture et Forêts dans le cabinet Diederichs III. En raison de la séparation de la SPD, il démissionne de ce poste le 8 juillet 1970.
Il mène les élections de Basse-Saxe en 1974. Malgré la victoire de la CDU, il ne devient pas ministre-président ; les élus SPD en accord avec le FDP nomment Alfred Kubel.
Il revient au gouvernement le 13 février 1976 en tant que ministre des affaires fédérales et Ministre de l'Intérieur (jusqu'au 12 mai 1976) du Cabinet Albrecht I. Il occupe encore ce poste des affaires fédérales du 06 février 1976 au 19 janvier 1977 puis du 28 juin 1978 au 1er octobre 1988. Il retrouve aussi ce poste de l'Intérieur à partir du 9 juillet 1986. En outre, il est vice-ministre-président du 28 juin 1978 au 31 octobre 1988. Ce jour-là, il démissionne à la suite d'une accusation de pots-de-vin pour l'attribution de casinos. Il démissionne ensuite de la présidence de la CDU après la défaite aux élections régionales de 1990.

### Vie privée
Hasselmann était marié et avait deux fils. Son oncle est Edmund Rehwinkel (de), entrepreneur dans l'agro-industrie.

## Distinctions
- 1977 : Croix de commandeur de l'Ordre du Mérite de la République fédérale d'Allemagne.
- 1980 : Croix de grand officier.
- 1984 : Grand-croix.

## Source, notes et références
- (de) Cet article est partiellement ou en totalité issu de l’article de Wikipédia en allemand intitulé « Wilfried Hasselmann » (voir la liste des auteurs).